# NCIS: Los Angeles
NCIS: Los Angeles was de eerste spin-off van de Amerikaanse televisieserie NCIS. De eerste aflevering werd in de Verenigde Staten uitgezonden op 22 september 2009. In België is de serie op Play6 te zien sinds 6 oktober 2016, in Nederland sinds 7 maart 2010 bij Net5 en tevens is de serie te zien bij RTL 8.

## Productie
Tijdens de productie van de serie werd hij NCIS: Legend genoemd, verwijzend naar de tweedelige episode van NCIS. Andere namen die voor de serie werden genoemd zijn NCIS OSP (Office of Special Projects) en NCIS: Undercover. In februari 2009 begon het filmen en op 28 april 2009 werd het eerste deel van Legend uitgezonden in de Verenigde Staten.

## Rolverdeling

### Vaste personages
| Personage                                         | Gespeeld door        | Functie                                           | Beschrijving                                                                                         | Aanwezigheid                                                      |
| ------------------------------------------------- | -------------------- | ------------------------------------------------- | --- | ----------------------------------------------------------------- |
| G. Callen (Grisha Aleksandrovich Nikolaev Callen) | Chris O'Donnell      | Special agent, teamleider                         | Een kameleon. Kan zichzelf veranderen in iedereen om te infiltreren in de onderwereld.               | Hoofdrol vanaf seizoen 1                                          |
| Sam Hanna                                         | LL Cool J            | Special agent                                     | Voormalig Navy SEAL. Spreekt Arabisch, is expert in de cultuur van het Midden-Oosten.                | Hoofdrol vanaf seizoen 1                                          |
| Kensi Marie Blye                                  | Daniela Ruah         | Special agent                                     | Dochter van een vermoorde marinier.                                                                  | Hoofdrol vanaf seizoen 1                                          |
| Henrietta "Hetty" Lange                           | Linda Hunt           | Afdelingsmanager                                  | Houdt toezicht op het team en voorziet het team van van alles, van camerabeelden tot auto's.         | Hoofdrol vanaf seizoen 1                                          |
| Eric Beale                                        | Barrett Foa          | Technisch operator                                | Weet alles van computers en kan werken met alle technologische spullen die er zijn.                  | Hoofdrol in seizoen 1-12                                          |
| Marty A Deeks                                     | Eric Christian Olsen | Rechercheur en contactpersoon LAPD                | Is de contactpersoon tussen het LAPD en NCIS, doet wel mee aan NCIS-operaties.                       | Terugkerende rol in seizoen 1, hoofdrol vanaf seizoen 2           |
| Nell Jones                                        | Renée Felice Smith   | Inlichtingenanaliste                              | Werkt meestal samen met Eric, maar wordt soms in de buitendienst ingezet.                            | Hoofdrol in seizoen 2-12                                          |
| Dominic "Dom" Vaile                               | Adam Jamal Craig     | Special agent                                     | Wordt vermoord in de aflevering Found (seizoen 1, aflevering 21) wanneer hij probeert te ontsnappen. | Hoofdrol in seizoen 1                                             |
| Nate "Doc" Getz                                   | Peter Cambor         | (Forensisch) psycholoog                           | Doorgrondt beweegredenen, geeft daderprofielen.                                                      | Hoofdrol in seizoen 1, terugkerende rol in seizoen 2-8 en 13      |
| Owen Granger                                      | Miguel Ferrer        | Assistent-directeur                               | Assisteert Leon Vance als directeur van NCIS.                                                        | Terugkerende rol in seizoen 3-4, hoofdrol seizoen 5-8             |
| Shay Mosley                                       | Nia Long             | Uitvoerend assistent-directeur                    | Vervanger van Owen Granger                                                                           | Hoofdrol in seizoen 9, terugkerende rol in seizoen 10             |
| Fatima Namazi                                     | Medalion Rahimi      | Special agent                                     | Werkt zowel in het veld als in het Ops kantoor                                                       | Terugkerende rol in seizoen 10, hoofdrol vanaf seizoen 11         |
| Devin Rountree                                    | Caleb Castille       | Special agent                                     | Voormalig FBI agent                                                                                  | Terugkerende rol in seizoen 11, hoofdrol vanaf seizoen 12         |
| Hollace Kilbride                                  | Gerald McRaney       | Voormalig marine admiraal, later afdelingsmanager | Vervangt Hetty als Operations Manager vanaf seizoen 13                                               | Terugkerende rol in seizoen 6 en 10-12, hoofdrol vanaf seizoen 13 |

### Terugkerende personages
| Personage                 | Gespeeld door                     | Functie                                                           | Aanwezigheid                                    |
| ------------------------- | --------------------------------- | ----------------------------------------------------------------- | ----------------------------------------------- |
| Leon Vance                | Rocky Carroll                     | Directeur NCIS                                                    | Terugkerende rol in seizoen 1-3 en 6            |
| Rose Carlyle              | Kathleen Rose Perkins             | Lijkschouwer                                                      | Terugkerende rol in seizoen 1-4                 |
| Mike Renko                | Brian Avers                       | Undercoveragent                                                   | Terugkerende rol in seizoen 1 en 3              |
| Abby Sciuto               | Pauley Perrette                   | NCIS-Forensisch specialiste                                       | Terugkerende rol in seizoen 1                   |
| Arkady Kolcheck           | Vyto Ruginis                      | Gepensioneerd Russisch KGB-agent                                  | Terugkerende rol vanaf seizoen 1                |
| Lauren Hunter             | Claire Forlani                    | Vervangend afdelingsmanager                                       | Terugkerende rol in seizoen 2-3                 |
| Lisa Rand                 | Alicia Coppola                    | FBI-agente                                                        | Terugkerende rol in seizoen 2-14                |
| Marcel Janvier            | Christopher Lambert               | Crimineel en seriemoordenaar                                      | Terugkerende rol in seizoen 3-5                 |
| Tahir Khaled              | Anslem Richardson                 | Sudanese dictator en terrorist                                    | Terugkerende rol in seizoen 3, 7 en 8           |
| Michelle Hanna            | Indira G. Wilson / Aunjanue Ellis | Vrouw van Sam Hanna                                               | Terugkerende rol in seizoen 3-8                 |
| Kamran Hanna              | Layla Crawford / Kayla Smith      | Dochter van Sam Hanna                                             | Terugkerende rol in seizoen 3-12                |
| Vostanik Sabatino         | Erik Paladino                     | CIA-agent                                                         | Terugkerende rol in seizoen 4, 5, 7, 8 en 10-14 |
| Anatoli Kirkin            | Ravil Isyanov                     |                                                                   | Terugkerende rol in seizoen 4-12                |
| Dave Flynn                | Scott Grimes                      | NCIS Special agent                                                | Terugkerende rol in seizoen 4+8                 |
| Talia Del Campo           | Mercedes Mason                    | DEA-agente                                                        | Terugkerende rol in seizoen 5-7, 10 en 13       |
| Jack Simon                | Matthew Del Negro                 | Ex-verloofde van Kensi                                            | Terugkerende rol in seizoen 5+7                 |
| Joelle Taylor             | Elizabeth Bogush                  | CIA-agente en ex-vriendin van Callen                              | Terugkerende rol in seizoen 5-10, 12 en 13      |
| Anastasia "Anna" Kolcheck | Bar Paly                          | ATF-agente, dochter van Arkady Kolcheck en vriendin van G. Callen | Terugkerende rol vanaf seizoen 6                |
| Aiden Hanna               | Tye White                         | Zoon van Sam Hanna                                                | Terugkerende rol vanaf seizoen 6                |
| Roberta Deeks             | Pamela Reed                       | Moeder van Marty Deeks                                            | Terugkerende rol vanaf seizoen 7                |
| Nikita Aleksandr Reznikov | Daniel J. Travanti                | Vader van Callen                                                  | Terugkerende rol in seizoen 7-10                |
| Ellen Whiting             | Karina Logue                      | LAPD-rechercheur                                                  | Terugkerende rol in seizoen 7-14                |
| Jennifer Kim              | Malese Jow                        | Dochter van Owen Granger                                          | Terugkerende rol in seizoen 7-11                |
| A.J. Chegwidden           | John M. Jackson                   | Voormalig rechter en vriend van Hetty en Granger                  | Terugkerende rol in seizoen 8-9                 |
| Nicole Dechamps           | Marsha Thomason                   | NCIS-Special agent                                                | Terugkerende rol vanaf seizoen 8                |
| Harley Hidoko             | Andrea Bordeaux                   | Special agent en assistent van Mosley                             | Terugkerende rol in seizoen 9                   |
| Sydney Jones              | Ashley Spillers                   | Homeland Security-specialist                                      | Terugkerende rol in seizoen 9-10                |
| Castor                    | Duncan Campbell                   | NCIS-Special agent                                                | Terugkerende rol vanaf seizoen 9                |
| Harris Keane              | Jeff Kober                        | Voormalig CIA-agent                                               | Terugkerende rol in seizoen 9, 10 en 13         |
| Louis Ochoa               | Esai Morales                      | NCIS-Assistent-Directeur                                          | Terugkerende rol in seizoen 10                  |
| John Rogers               | Peter Jacobson                    | Speciaal aanklager                                                | Terugkerende rol in seizoen 10-11               |
| Harmon Rabb Jr.           | David James Elliott               | Marinierskapitein en JAG-jurist namens de USS Allegiance          | Terugkerende rol in seizoen 10-11               |
| Sarah MacKenzie           | Catherine Bell                    | Liaison van de marine voor de U.S. Secretary of State             | Terugkerende rol in seizoen 10-11               |
| Katherine Casillas        | Moon Bloodgood                    | Verzekeringsagente en liefdesinteresse van Sam                    | Terugkerende rol in seizoen 11                  |
| Shyla Dahr                | Kavi Ramachandran Ladnier         | NCIS-Reserve Agent                                                | Terugkerende rol in seizoen 13 en 14            |
| Nina Barnes               | Lesley Boone                      |                                                                   | Terugkerende rol in seizoen 13 en 14            |
| Rosa Reyes                | Natalia del Riego                 | Adoptiedochter van Kensi en Deeks                                 | Terugkerende rol in seizoen 13 en 14            |
| Raymond Hanna             | Richard Gant                      | Vader van Sam Hanna en gepensioneerd marinier                     | Terugkerende rol in seizoen 13 en 14            |

## Spin-off
In Red en Red-2 (aflevering 18 en 19 van seizoen 4) werd een mogelijke tweede spin-off van NCIS geïntroduceerd: NCIS: Red. Deze serie zou moeten gaan over een mobiel team van federale agenten, dat heel de Verenigde Staten rondreist en misdaden oplost.
Hiertoe werd een aantal nieuwe personages geïntroduceerd. Het mobiele team bestond uit Roi Qaid (John Corbett), Paris Summerskill (Kim Raver), Danny Galagher (Kenneth Mitchell) en Claire Keating (Gillian Alexi). Zij werden geassisteerd door technicus Kai Ashe (Edwin Hodge).
De reacties vielen echter tegen, waarop CBS op 15 mei 2013 bevestigde dat de spin-off geen doorgang zou vinden.

## Boekadaptaties
- Jerome Preisler - NCIS Los Angeles: Extremis (2016, Titan Books)
- Jeff Mariotte - NCIS Los Angeles: Bolthole (2016, Titan Books)